# Jimmy Iovine
James Iovine, mais conhecido como Jimmy Iovine (Brooklyn, Nova Iorque, 11 de março de 1953) é um empresário norte-americano, executivo de gravadoras e proprietário de mídia mais conhecido como o co- fundador da Interscope Records. Em 2006, Iovine e o rapper-produtor Dr. Dre fundaram a Beats Electronics, que produz produtos de áudio e operava um serviço de streaming de música extinto. A empresa foi comprada pela Apple Inc. por US$ 3 bilhões em maio de 2014.

## Discografia selecionada
| Artista                       | Álbum                                    | Lançado   |
| ----------------------------- | ---------------------------------------- | --------- |
| John Lennon                   | Walls and Bridges                        | 1974      |
| Kansas                        | The Classic Albums Collection: 1974–1983 | 1974–1983 |
| Bruce Springsteen             | Born to Run                              | 1975      |
| Bruce Springsteen             | Darkness on the Edge of Town             | 1978      |
| Golden Earring                | Grab It for a Second                     | 1978      |
| Patti Smith                   | Easter                                   | 1978      |
| Tom Petty & The Heartbreakers | Damn the Torpedoes                       | 1979      |
| Bruce Springsteen             | The River                                | 1980      |
| Dire Straits                  | Making Movies                            | 1980      |
| Graham Parker and the Rumour  | The Up Escalator                         | 1980      |
| Stevie Nicks                  | Bella Donna                              | 1981      |
| U2                            | Under a Blood Red Sky                    | 1983      |
| Simple Minds                  | Once Upon A Time                         | 1985      |
| Pretenders                    | Get Close                                | 1986      |
| Various                       | A Very Special Christmas                 | 1987      |
| U2                            | Rattle and Hum                           | 1988      |
| Gwen Stefani                  | Love. Angel. Music. Baby                 | 2004      |
| Lady Gaga                     | Born This Way: The Collection            | 2011      |
| Iggy Azalea                   | The New Classic                          | 2014      |